# Kangley (Illinois)
Kangley es una villa ubicada en el condado de LaSalle en el estado estadounidense de Illinois. En el Censo de 2010 tenía una población de 251 habitantes y una densidad poblacional de 371,31 personas por km².

## Geografía
Kangley se encuentra ubicada en las coordenadas 41°8′53″N 88°52′20″O / 41.14806, -88.87222. Según la Oficina del Censo de los Estados Unidos, Kangley tiene una superficie total de 0.68 km², de la cual 0.68 km² corresponden a tierra firme y (0%) 0 km² es agua.

## Demografía
Según el censo de 2010, había 251 personas residiendo en Kangley. La densidad de población era de 371,31 hab./km². De los 251 habitantes, Kangley estaba compuesto por el 98.41% blancos, el 0.4% eran afroamericanos, el 0.4% eran amerindios, el 0.4% eran asiáticos, el 0% eran isleños del Pacífico, el 0% eran de otras razas y el 0.4% pertenecían a dos o más razas. Del total de la población el 0.8% eran hispanos o latinos de cualquier raza.